# Gjerpens kyrka
Gjerpens kyrka (norska: Gjerpen kirke) är en norsk stenkyrka nordost om Skien i Skiens kommun i Telemark fylke.

## Kyrkobyggnaden
Kyrkan är en romansk stenkyrka byggd 1153, en korskyrka med västtorn. Den föregicks troligen av en träkyrka från 1000-talet. Kyrkan är påbyggd och ombyggd en rad gånger - bland annat åren 1781 och 1871. Kyrkan eldhärjades invändigt 2003, men restaurerades och öppnades åter 2004. Vidkun Quisling är begravd på kyrkogården.

## Inventarier
Dagens altartavla i mosaik med motivet den förlorade sonens hemkomst, samt glasmålningarna och predikstolen med bronsreliefer, är samtliga gjorda av Emanuel Vigeland 1920.